# RO&D
RO&D（アール・オー・ディー、Roughly Obsess and Destroy（ラフリー・オブセス・アンド・デストロイ））は、かつて全日本プロレス、プロレスリング・ノアを中心に活動していたプロレスラーのユニットである。
KAIENTAI-DOJO所属のTAKAみちのくが率いる外国人プロレスラーを中心としたユニットで、RO&Dの名前が決まる前までは「吉田屋USA」、さらには「RAGD（ラフ・アンド・グレイツ・デンジャラスクルー）」と名乗っていた。

## 第1次（全日本プロレス）

### 概要
所属するプロレスラーは、TAKAと太陽ケアを除きほぼ全員がかつてWWEに所属していた外国人選手であり、多くはTAKAがWWEに参戦していたときの人脈によるものである。なお、ケアだけはデビュー時より全日本所属である。一時期は、太陽ケアのチャンピオン・カーニバル優勝、三冠ヘビー級王座獲得など、全日本プロレスのすべてのタイトルを保持していたこともある実力を持ち合わせたユニットであった。

### 略歴

#### 2003年
2003年10月、TAKAが突如として強力外国人招聘を示唆した。すでに参戦していたザ・グラジエーター、ギガンテスの二人とチームを結成した。その後、武藤敬司と嵐が保持する世界タッグ王座にTAKAとギガンテスが挑戦するも、惜敗した。このあと、新外国人第1号としてディーロ・ブラウンとブキャナンが参戦して世界タッグに挑戦するも惜敗した。翌シリーズの世界最強タッグ決定リーグ戦にもTAKA、ギガンテス、ブラウン、ブキャナンに加え、さらにジャマールとジャスティン・クレディブルを送り込み、ジャマール&クレディブル組が準優勝を果たした。しかし、シリーズ終了直後にギガンテスが急性心不全で急死した。
結成当初は全日本正規軍の対抗勢力として「最強で最悪」の軍団という触れ込みの元、武藤やラブマシンズ、健介ファミリーなどと抗争を展開した。

#### 2004年
2004年初頭、全日本の所属レスラーであるケアの勧誘に成功し、さらに勢力を拡大した。さらには、ケア&ジャマール組が世界最強タッグ決定リーグ戦に優勝、一時期は三冠ヘビー級王座を除く全日本プロレスのすべてのベルトを独占していた。ケアは、RO&D加入と同時にヒールに転向したが、2004年7月に行われたプロレスリング・ノアの東京ドーム大会では武藤とのタッグで三沢光晴&小川良成組が保持するGHCタッグ王座にも挑戦している。レスラー同士の結束は固く、世界最強タッグ決定リーグ戦で優勝した後に「この勝利をギガンテスに捧げる」と、死したギガンテスにメッセージを送ったほどであった。

#### 2005年
2005年に同じヒール軍団のVOODOO-MURDERS（以下「VM」と表記）が出現すると、RO&Dも「最悪」のヒールというギミックを奪われてしまったものの、結果として正規軍に勝るとも劣らないファンの支持を獲得することとなる。大会前のメンバー紹介から始まる前説（通称、RO&Dタイムで前説終了後に必ずVMが割り込み、同様にメンバー紹介と前説を行なうのが恒例であった）勝利後には、観客とともに叫ぶ「R・O・D・ブイヤーーーーッ! 」の雄叫びが人気となった。
2005年7月の代々木大会には、TAKAが“強力助っ人”として新日本プロレスの蝶野正洋を紹介した。これは、TAKAが新日本参戦時に所属していたC.T.Uと蝶野が当時共闘していたことから実現できたものであった。9月11日には、特別興行「RO&D祭り 〜BOOYA THE WORLD〜」をディファ有明にて開催した。

#### 2006年
2006年初頭のシリーズにおいて、ケアとディーロに仲間割れが生じ同年3月まで確執が続いたものの、和解した。このあと、新メンバーのマット・モーガンを迎える。TAKAが右手指複雑骨折で戦線離脱するも、同年5月に復帰。しかし5月シリーズ開幕戦で、TAKAのマイクによりモーガンを戦力外通告した。6月にはWWE時代にジャマールとタッグを組んでいたRO'Z（ロージー）がRO&Dに加入した。だが、9月3日の札幌大会で突如RO'ZがVMに寝返り、RO&Dからの脱退を表明する。
2006年9月17日、VMと解散を賭け対決したがディーロとブキャナンが試合の途中でVMへ寝返り、敗戦してしまう。試合後にTAKAとケアを救出しに来た武藤とカズ・ハヤシに解散せずに共闘してVMを倒すよう提案されるも、TAKAは「すでに一度言ったことだから」とRO&Dの解散を決定。3年間の歴史に幕を降ろした。最終所属レスラーでもあるTAKAとケアはこれ以降、本隊と共闘していくこととなった。
それまで敵対していた正規軍とのタッグもしっくり来ないため、しばらくRO&Dを封印。ケアは正規軍へ再合流し、TAKAは全日本を一時離脱した。なおTAKAの全日本プロレス離脱後、入れ替わるようにペペ・みちのくが全日本プロレスに参戦している。

## 第2次（プロレスリング・ノア）

### 2007年
2007年4月28日、プロレスリング・ノアの日本武道館大会のGHCタッグ王座戦後、KAIENTAI-DOJOのTAKAとKAZMAが突如現れ、この2人にディーロとブキャナンを加えたメンバーでRO&Dを再結成することをマイクアピールし、GHCタッグにディーロとブキャナンを挑戦させる構えを見せた。これにより、舞台を全日本からノアに移し、約半年ぶりにRO&Dが復活した。なおブキャナン達がRO&Dに戻ったいきさつは、TAKA本人も「それは、それとして…」と言葉を濁した。
迎えたGHCタッグ王座戦では、王者・秋山準&力皇猛組からは勝利を得ることはできなかった。その後、王者組のタイトル返上に伴い行われた新王座決定トーナメントにディーロとブキャナンが出場して優勝、GHCタッグ王者となった。ところが、七日後の初防衛戦にて丸藤正道&杉浦貴組に王座を奪われ、短期政権となってしまった。

### 2008〜2009年
2008年6月、ディーロがWWEと再契約したため離脱、TAKAとKAZMAもノアへの参戦が減り、RO&Dとしての活動は事実上停止状態になった。
2009年には、ディーロがグローバル・タッグ・リーグ戦よりノアへの復帰とブキャナンとのタッグ再結成を表明した。その後、RO&Dの名称はブラウンとブキャナンのタッグチームの名称としてのみ使用されており、かつて行われていたマイク・パフォーマンス等は一切行われていない。
2009年後半にはディーロが再び個人的事情を理由に参戦をしなくなる。ブキャナンは参戦を継続するが、以降は事実上、RO&Dは解散状態となった。

## メンバー

### 第1次
主要メンバー
結成から解散までで、活動歴が長いメンバー。
※「」内は、TAKAみちのくのマイクによるメンバー紹介時の代表的な文言。
- TAKAみちのく（2003年10月〜2006年9月）

発起人で、リーダー。結成から解散まで所属した唯一の人物。KAIENTAI-DOJO所属。
「KAIENTAI-DOJO代表、RO&Dおしゃべりマシーン、TAKAみちのく」
- 太陽ケア（2004年1月〜2006年9月）

唯一、全日本プロレスでデビュー・所属していたメンバー。TAKAとともに最終のメンバー。
「TKO、ハワイアンスマッシャー、Sunケアにいく。太陽ケア」
- ブキャナン（2003年10月〜2006年9月）

2006年9月にVMに寝返り、脱退。
「二重人格、世界一の握力を持つ男、ブキャナン」
- ディーロ・ブラウン （2003年10月〜2006年9月）

2006年9月にVMに寝返り、脱退。
「立って良し、寝て良し、飛んで良し。なんでもこなせるオールラウンドプレイヤー。テクニシャン、ディーロ・ブラウン」
- ジャマール （2003年11月〜2006年1月）

2006年、WWE復帰のため脱退。
 「動けるデブ、身軽なデブ、凄いデブ、カッコいいデブ、みんなのデブ、ジャマール」
その他のメンバー
- ギガンテス（2003年10月〜12月6日）

2003年12月6日、急性心不全のため急死
- ザ・グラジエーター（2003年10月〜2004年前半）

2004年、ノアへ転出し脱退。
- リコ（2005年1月〜5月）

2005年5月、警察官になり引退し脱退。
- ジャスティン・クレディブル（2003年11月〜2005年6月）

2005年6月、WWE復帰のため脱退
- マット・モーガン（2006年2月〜5月）

2006年5月、戦力外通告され脱退。
- RO'Z（2006年6月〜9月）

2006年9月にVMへ寝返り、脱退。
準所属
- PSYCHO - 当時 KAIENTAI-DOJO所属。
- BLUE-K - 正体は、GENTAROと推測されていた。

共闘レスラー
- 蝶野正洋 - 2005年7月代々木大会の“強力助っ人”として参戦

### 第2次
- ブキャナン（2007年4月〜2009年）[6]
- ディーロ・ブラウン（2007年4月〜2008年6月、2009年）

元メンバー
- TAKAみちのく - 発起人。KAIENTAI-DOJO所属（2007年4月〜2008年6月）
- KAZMA - KAIENTAI-DOJO所属（2007年4月〜2008年6月）

## 戦績
第1次
- 三冠ヘビー級王座 - 34代：太陽ケア
- 世界ジュニアヘビー級王座 - 22代：TAKAみちのく
- 世界タッグ王座 - 51代：太陽ケア&ジャマール
- アジアタッグ王座 - 78代：ブキャナン&リコ
- チャンピオン・カーニバル - 2006年優勝：太陽ケア
- 世界最強タッグ決定リーグ戦 - 2003年準優勝：ジャマール&ジャスティン・クレディブル、2004年優勝：太陽ケア&ジャマール
- プロレス大賞 - 2005年技能賞：TAKA みちのく

第2次
- GHCタッグ王座 - 15代：ブキャナン&ディーロ・ブラウン
- グローバル・タッグ・リーグ戦 - 2008年第3位・技能賞：ブキャナン&ディーロ・ブラウン、2009年技能賞：ブキャナン&ディーロ・ブラウン

## 入場テーマ
- 「YAMATO Part4 -RO&D Version」/ 「KAIENTAI-DOJO 2」収録
TAKAみちのくのテーマをRemixし、冒頭のセリフ、間奏にメンバー紹介が新たに追加されている。